# Kéké-Mossi
Ne doit pas être confondu avec Kéké-Peulh.
Kéké-Mossi est une localité située dans le département de Koumbri de la province du Yatenga dans la région Nord au Burkina Faso.

## Géographie
Kéké-Mossi se trouve au 6 km au nord de Koumbri. D'un point de vue géologique le village se trouve en bordure orientale du massif granitique de Bidi (s'étendant sur quinze kilomètres jusqu'à Dissa).

## Santé et éducation
Le centre de soins le plus proche de Kéké-Mossi est le centre de santé et de promotion sociale (CSPS) de Koumbri tandis que le centre hospitalier régional (CHR) se trouve à Ouahigouya.
Le village possède une école primaire publique.